# نوو نوردیسک

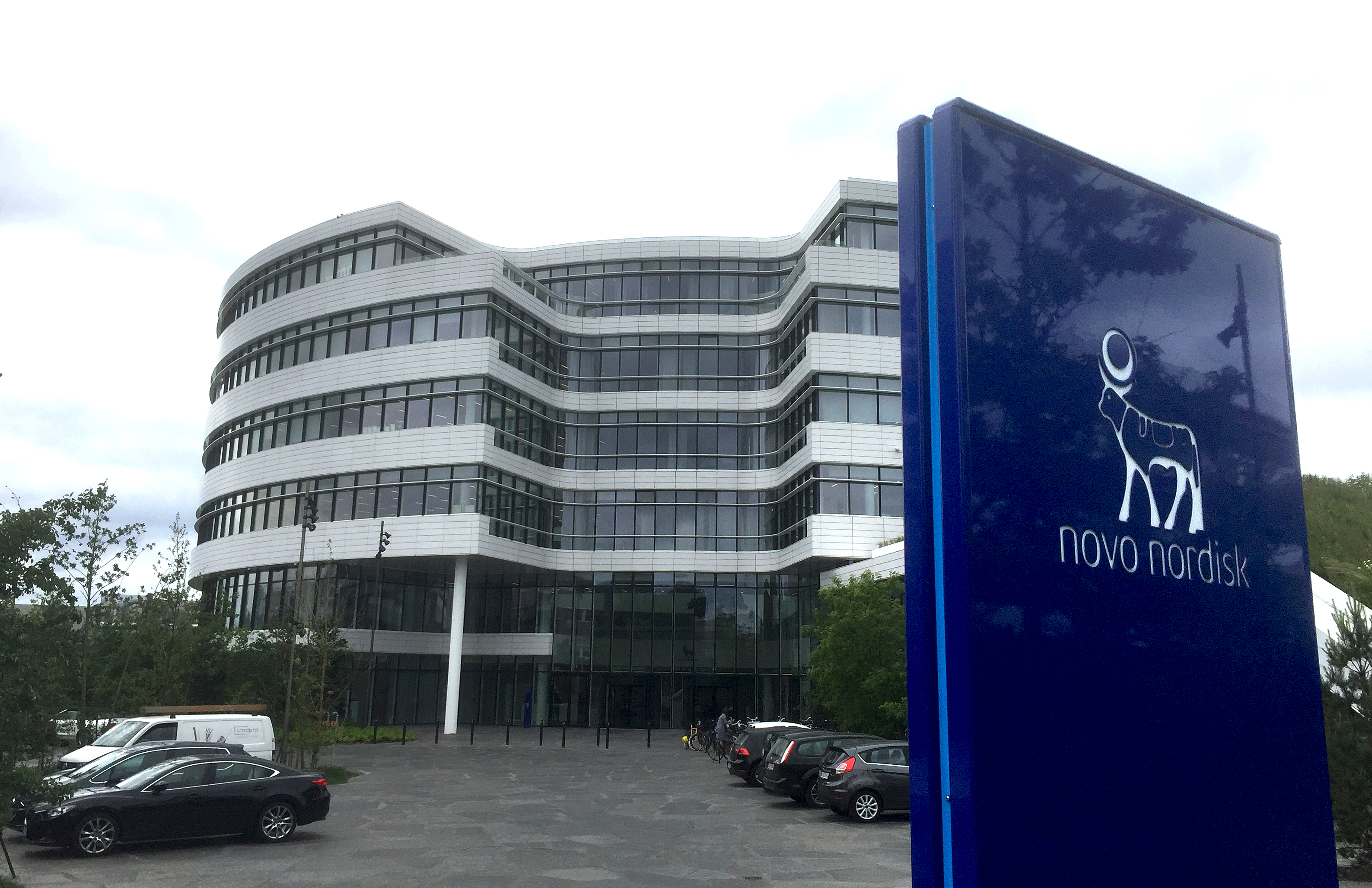
ساختمان مرکزی شرکت نوو نوردیسک

نوو نوردیسک (به دانمارکی: Novo Nordisk) شرکت داروسازی دانمارکی چندملیتی است، که در سال ۱۹۲۳ با نام نوردیسک تأسیس شد و در ۱۹۸۹ با شرکت نوو اینداستری ادغام شد.
دفتر مرکزی شرکت نوو نوردیسک در دانمارک قرار دارد و کارخانجات تولیدی آن، در ۷ کشور مستقر است. دفاتر اداری آن نیز در ۷۹ کشور در حال فعالیت می‌باشند و با در اختیار داشتن بیش از ۲۹٫۰۰۰ کارمند، محصولات خود را، در ۱۷۹ کشور جهان، عرضه می‌نماید. این شرکت بزرگترین شرکت سهامی مستقر در کشورهای حوزه نوردیک و پانزدهمین شرکت داروسازی جهان به‌شمار می‌آید.